# Angel Rusev
Angel Hriskov Rusev (in bulgaro Ангел Хрисков Русев?; 13 luglio 2001) è un sollevatore bulgaro, pluricampione europeo e bronzo mondiale, che gareggia nella categoria dei pesi mosca (fino a 55 kg).

## Carriera
Inizia a farsi notare a livello internazionale nel 2017, classificandosi dodicesimo ai mondiali giovanili e conquistando la medaglia di bronzo agli europei dello stesso anno a Pristina. Vinse l'oro l'anno seguente agli europei giovanili di San Donato Milanese e si aggiudica un altro oro agli europei juniores di Bucarest del 2019.
Passato ai senior, vinse la medaglia d'argento nel totale e l'oro nello slancio ai campionati europei di Batumi del 2019. A Mosca, nel 2021, ai campionati europei, vinse la medaglia d'oro nel totale e nello slancio e il bronzo nello strappo, stabilendo il nuovo record europeo juniores. Si conferma campione europeo nelle tre edizioni successive.
Ai campionati mondiali di Tashkent nel 2021 vinse la medaglia di bronzo nel totale e la medaglia d'oro nello slancio.